# 드미트리 쿠젤레프
드미트리 레오니도비치 쿠젤레프(러시아어: Дми́трий Леони́дович Кузелев, 1969년 11월 1일~)는 러시아의 전직 핸드볼 선수로 포지션은 피벗이다. 
러시아 대표팀 소속으로 뛰었으며 2000년 하계 올림픽에서 금메달을 획득했다.